# 堀田萌那
堀田 萌那（ほった もえな、2000年8月21日 - ）は、北海道出身の元女子競輪選手。日本競輪選手養成所第120期生。現役時代は日本競輪選手会北海道支部所属、ホームバンクは函館競輪場。師匠は明田春喜（89期）。

## 経歴
高校時代から自転車競技をはじめ、2018年インターハイ女子ポイントレース10位となるなど実績を残した。高校1年次から函館競輪場が実施していたガールズケイリン選手を育成するホワイトガールズプロジェクトに参加、高校卒業後、競輪選手を目指すこととなった。
2020年1月16日、日本競輪選手養成所第120回技能試験に合格。養成所競走成績は19位（0勝）。
2021年5月1日、静岡競輪場でデビューし6着となった。
デビューから3期続けて競走得点が47点未満であったため代謝制度の対象となり、2022年12月27日の玉野FII（ミッドナイト）2日目第2レース（予選２）で7着となったのがラストレースとなった。
2023年1月20日、選手登録消除。通算戦績は125戦0勝。